# Rolling Loud
Rolling Loud je mezinárodní hip hopový festival, který se každoročně koná po celém světě. Byl založen v roce 2015 a podle zahraničního časopisu Complex je „jedním z největších festivalů na světě“. V roce 2019 se akce v Miami zúčastnilo odhadem 210 000 lidí

## Seznam akcí

### Miami
| Pořadí  | Rok  | Datum            | Lokace                                 | Hlavní vystupující                                 | Reference   |
| ------- | ---- | ---------------- | -------------------------------------- | -------------------------------------------------- | ----------- |
| 1       | 2015 | 28. února        | Soho Studios, Miami                    | Schoolboy Q Juicy J A$AP Ferg                      | [ 3 ]       |
| 2       | 2016 | 6.-7. května     | Mana Wynwood Production Village, Miami | Future Young Thug                                  | [ 4 ]       |
| 3       | 2017 | 5.-7. května     | Bayfront Park, Miami                   | Kendrick Lamar Future Lil Wayne                    | [ 5 ]       |
| 4       | 2018 | 11.-13. května   | Hard Rock Stadium, Miami Gardens       | J.Cole Travis Scott Future                         | [ 6 ]       |
| 5       | 2019 | 10.-12. května   | Hard Rock Stadium, Miami Gardens       | Migos Travis Scott Kid Cudi                        | [ 7 ]       |
| Zrušeno | 2020 | 8.-10. května    | Hard Rock Stadium, Miami Gardens       | ASAP Rocky Travis Scott Post Malone                | [ 8 ] [ 9 ] |
| 6       | 2021 | 23.-25. července | Hard Rock Stadium, Miami Gardens       | ASAP Rocky Travis Scott Post Malone                | [ 10 ]      |
| 7       | 2022 | 22.-24. července | Hard Rock Stadium, Miami Gardens       | Kanye West (zrušen) Kid Cudi Future Kendrick Lamar | [ 11 ]      |
| 8       | 2023 | 21.-23. července | Hard Rock Stadium, Miami Gardens       | Playboi Carti Travis Scott ASAP Rocky              | [ 12 ]      |
| 9       | 2024 | 13.-15. prosince | Hard Rock Stadium, Miami Gardens       | Future Travis Scott Playboi Carti                  | [ 13 ]      |